# Raimund Bruns

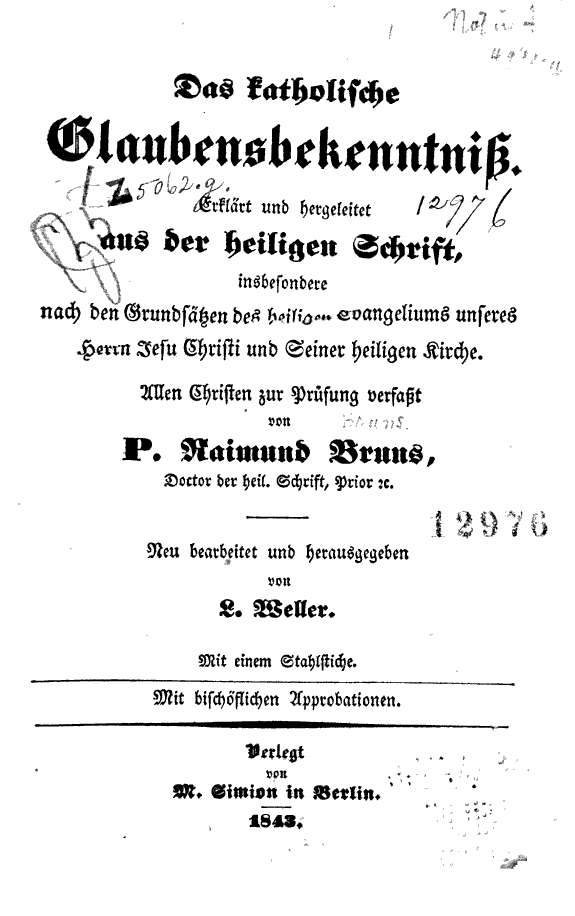
Titelseite des meistgedruckten Buchs von Raimund Bruns (Ausgabe von 1843)

Raimund Bruns OP, auch Raymund(us) Bruns, (* 3. Januar 1706 in Hannover; † Mai 1780 in Paradiese) war ein deutscher Militär- und Zivilgeistlicher in Potsdam, Prior in Halberstadt, zuletzt Propst in Paradiese bei Soest. Durch seine Schriften zur Erklärung des katholischen Glaubens trug er maßgeblich zur Stärkung der katholischen Diaspora in Berlin und Brandenburg bei und fand im gesamten römisch-katholischen Deutschland und in Rom Beachtung.

## Leben
Raimund Bruns’ Vater Heinrich Wilhelm Bruns stammte aus Osnabrück und stand im Militärdienst des hannoverschen Kurfürsten. Seine Mutter Margereth Elisabeth geb. Röbers war eine Göttingerin und zur katholischen Kirche konvertiert. Raimund trat nach der Schulzeit in Hildesheim und Osnabrück 1722 mit 16 Jahren ins Benediktinerkloster Huysburg bei Halberstadt ein, wechselte jedoch schon ein Jahr später ins Halberstädter Kloster der Dominikaner, deren Predigttätigkeit er als die eigene Berufung erkannte. Nach dem Noviziat in Trier studierte er Philosophie in Dortmund und Theologie in Münster, wo er 1729 zum Priester geweiht wurde.
1731 wurde Bruns zunächst Mitarbeiter, dann Nachfolger von Ludwig Belo OP (auch: Belau) als Feldgeistlicher der „Langen Kerls“ in Potsdam. Er gewann das Vertrauen Friedrich Wilhelms I., der sich mit ihm auch über Glaubensfragen aussprach, übernahm auch die Seelsorge der katholischen Zivilgemeinde in Potsdam – darunter vor allem die in Lüttich angeworbenen katholischen Facharbeiter der königlichen Gewehrfabrik, denen der König seelsorgerliche Betreuung zugesichert hatte – und erreichte den Bau der St.-Peter-und-Pauls-Kirche auf Kosten des Königs, deren Weihe er 1738 selbst vornahm, da der König keinen Bischof ins Land lassen wollte.
Zu dieser Zeit begann Bruns mit seiner folgenreichsten Tätigkeit, dem Verfassen von katholischen Gebetbüchern, Katechismen und Glaubenserklärungen, ausdrücklich sowohl für Katholiken wie Nichtkatholiken bestimmt und, bei inhaltlicher Entschiedenheit, in unpolemischem Ton gehalten. Als erste katholische Schriften seit der Reformation wurden sie in Berlin gedruckt und verlegt, außerdem erschienen Nachdrucke in verschiedenen Städten des deutschen Sprachgebiets. Als sein bedeutendstes Werk aus dieser Zeit gilt sein „Großer Katechismus“, das Catholische Unterrichtungs-, Gebeth- und Gesangbuch von 1738, das im gesamten Reich Verbreitung fand und Bruns weithin bekannt machte.
1740 starb der „Soldatenkönig“. Sein Sohn Friedrich II. brach, wie auf vielen Gebieten, so auch im Umgang mit dem Katholizismus mit der Linie seines Vaters. Im Oktober 1742 ließ er Bruns unter dem Vorwand, er habe einem Fahnenflüchtigen geholfen, in Spandau inhaftieren. Auf Interventionen Papst Benedikts XIV. und Kaiserin Maria Theresias reagierte der König zunächst mit dem Kommentar: „Ich weiß, daß der Pater nichts gemacht hat, denn hätte er irgend etwas Unrechtes begangen, so würde ich ihn aufgehängt haben. Ich will aber den Pfaffen und Mönchen zeigen, daß ich auch sie zwingen kann.“ Im August 1743 ließ er Bruns schließlich frei, erlaubte ihm jedoch nicht die Rückkehr nach Potsdam.
Bruns ging wieder zu den Halberstädter Dominikanern. Der Papst lud ihn nach Rom ein, Bruns lehnte jedoch ab, wohl um seinen Konvent nicht in königliche Ungnade zu bringen. 1745 wurde er Prior. Neben der Verkündigungs- und Leitungsaufgabe konzentrierte er sich jetzt auf wissenschaftliche Arbeiten, verfasste eine Geschichte des Halberstädter Klosters und der katholischen Missionen in Brandenburg sowie eine Erklärung der catholischen Glaubens-Bekenntnüß, aus der heiligen Schrift und der Vernunft, nach den Grundsätzen des Heiligen Evangelii Unseres Herrn Jesu Christi und seiner Heiligen Kirchen, Allen, so darinn, und daraußen seynd, zur Prüfung vorgestellet, die erst 1768 in Arnsberg gedruckt werden konnte und danach bis zur Mitte des 19. Jahrhunderts immer wieder aufgelegt wurde.
In den 1760er Jahren übernahm Bruns das Propstamt im Dominikanerinnenkloster Paradiese bei Soest. Dort starb er im Mai 1780.